# Michal Hipp
Michal Hipp (né le 13 mars 1963 à Horná Kráľová près de Nitra en Tchécoslovaquie, aujourd'hui en Slovaquie) est un ancien joueur international de football slovaque, aujourd'hui entraîneur.
Hipp commence sa carrière footballistique dans son village natal d'Horná Kraľová. À l'âge de 12 ans, il débute avec l'équipe jeune du club et gravit les échelons jusqu'à parvenir en équipe première à l'âge de 16 ans. En 1983, Hipp reçoit une offre de transfert de la part d'un club important, le Duslo Šaľa, alors entraîné par Jozef Adamec. Il s'engage et jouera au poste de milieu droit. Il quitte ensuite l'équipe pour rejoindre l'Hurbanovo, à la suite de sa convocation pour effectuer son service militaire.
En Octobre 1984, il rejoint le gros club de sa région natale, à savoir le Plastika Nitra (aujourd'hui FC Nitra). Hipp fait donc ses grands débuts en première division tchécoslovaque lors de la saison 1986-87 lors d'un match contre les tchèques du FC Bohemians Prague. Lors de la saison 1989-90, le FC Nitra parvient à sa qualifier pour la coupe UEFA. Ils perdent leurs deux matchs contre les Allemands du 1. FC Cologne sur un score cumulé de  5-1.
Il a également évolué durant sa carrière en Autriche, chez les géants tchèques du SK Slavia Prague, ainsi qu'au 1. FC Košice.